# Melitea
Melitea (en llatí Melitaea o Meliteia, en grec antic Μελιταία o Μελίτεια) era una antiga ciutat del districte de Ftiotis a Tessàlia, situada a 10 estadis de distància de la ciutat d'Hel·las i propera al riu Enipeu, segons Estrabó.
Segons els seus habitants, la ciutat es deia abans Pirra, i mostraven al mercat la tomba d'Hel·len, fill de Deucalió i Pirra. Es creia també, segons una altra tradició, que va ser fundada per Meliteu.
Segons Tucídides, quan Bràsides a la Guerra del Peloponès anava de Tessàlia cap a Macedònia, es va aturar a la ciutat per unir-se als seus amics tessalis que el van escortar, i per aquest relat se sap que Melitea es trobava a un dia de marxa des de Farsàlia. A la guerra de Làmia els aliats van deixar els seus bagatges i subministraments a la ciutat mentre atacaven al general macedoni Lleonat, segons Diodor de Sicília. Després la ciutat va passar a la Lliga Etòlia i Filip V de Macedònia la va voler ocupar, però no ho va aconseguir perquè les escales d'assalt eren massa curtes, com diu Polibi. També mencionen Melibea el Periple de Pseudo-Escílax, Esteve de Bizanci, Plini el Vell i Claudi Ptolemeu, que l'anomena erròniament Μελίταρα ("Melítara").
Les ruïnes d'una antiga fortalesa prop de Keuzlár correspondrien al lloc d'aquesta ciutat.